# 霍伊爾謬論
垃圾场龙卷风(Junkyard Tornado)，也被称为霍伊尔谬論(Hoyle Fallacy)，是用来嘲讽生物发生可能性的论点，說明生命自發形成的機率与“龙卷风扫过垃圾场组装出波音747的机率”相当。 它最初是由弗雷德·霍伊尔所提出，這種将统计分析应用于生命起源的理念可以追溯到达尔文时代，甚至是古典时期的西塞罗。在霍伊尔本人是无神论者的同时，该论点卻也成为創造論和智能设计的支柱。 然而，这一论点被绝大多数生物学家所拒绝。从现代演化論的观点来看，虽然自發形成高等生命形式的可能性确实很小，但演化却在许多较小的阶段中进行，每个阶段都是由自然选择而不是偶然地驱动的，而且需要很长时间。整个过渡是合理的，因为每一步都提高了生存能力。

## 霍伊尔的論述
根据弗雷德·霍伊尔的分析，無機分子自發形成细胞生命的可能性约为1040,000分之一。 他评论说：
較高等生命形成的機率，相當於一陣龍捲風掃過垃圾場並從中組裝出一架波音747的機率。
類似的論述也聲稱：
我們所知的生命是由至少2000種不同的酶所決定。原始海洋中的某股力量究竟如何能精確地將化學分子聚合並且製造出這些酶？
霍伊爾提出該比喻的目的是嘗試論證泛種論。

## 反響
垃圾场龙卷风源自现代演化論之前的1920年代最流行的论点，但後來被演化生物学家所拒绝。首先，包含生物实体（例如人，工作细胞或眼睛）的相空间是巨大且毋庸置疑的。再者，該论据從巨大的相空间中推断出实体偶然出现的可能性极低，卻忽略了其中所涉及的关键过程——自然选择。

此一论点當今多半被演化生物学家所拒绝，正如约翰·梅纳德·史密斯（John Maynard Smith）指出的那样，“没有生物学家认为复杂的结构会一步一步产生”。 演化生物学通过分析细胞前生命所需的中间步骤来解释复杂的细胞结构如何进化。这些中间步骤在创造论中往往被忽略  。
儘管如此，霍伊尔的论点依然是創造論、智能设计、定向演化和其他进化论批评的支柱。理查·道金斯（Richard Dawkins）反驳了對於造物主或上帝的猜想，更藉此提出了終極波音747策略。